# فيكتور إتش إسبينوزا
فيكتور إتش إسبينوزا (بالإنجليزية: Victor H. Espinoza)‏ هو عسكري أمريكي، ولد في 15 يوليو 1929 في إل باسو في الولايات المتحدة، وتوفي بنفس المكان في 17 أبريل 1986.